# 富士通ワイエフシー
株式会社富士通ワイエフシー（ふじつうワイエフシー）は、かつて存在した情報通信企業。本社は神奈川県横浜市神奈川区金港町のコンカード横浜に置いていた。
富士通グループに属していた。2021年4月1日付で、富士通新潟システムズ、富士通山口情報、富士通エフ・オー・エムの3社と共に富士通Japanへ吸収合併され、解散した。

## 会社概要
神奈川県内を中心に自治体、金融機関、学校などへアウトソーシングサービスなどを提供していた。
2007年4月より在宅勤務制度（テレワーク）施行。テレワークや育児休暇制度の充実により、2008年には横浜市より「よこはまグッドバランス賞」を受賞した。
2008年11月にオープンした医療ワンストップサポートセンターは、全国の病院のシステム（電子カルテなど）を24時間356日体制で集中監視する重要な施設であった。

## 沿革
- 1966年3月 - 富士通信機製造株式会社（現・富士通）と扶桑通信工業株式会社（現・扶桑電通）の共同出資により、株式会社扶桑ファコムセンターとして設立。
- 1971年5月 - 株式会社横浜銀行の資本参加を得て、商号を株式会社横浜ファコムセンターに変更。
- 1982年7月 - 川崎市中央卸売市場北部市場内に川崎営業所を開設。
- 1990年4月 - 商号を株式会社ワイエフシーに変更。
- 1996年9月 - インターネット接続サービス事業を開始。
- 1999年10月 - 銀行法の改正に伴い、横浜銀行保有分の株式を富士通が取得。
- 2001年4月 - 商号を株式会社富士通ワイエフシーに変更。
- 2007年3月 - 扶桑電通の保有株式を富士通が取得し、同社の完全子会社となる。
- 2007年9月 - 第8回テレワーク推進賞　優秀賞を受賞。
- 2008年1月 - 第1回よこはまグッドバランス賞を受賞。
- 2008年2月 - 第1回J-win Award敢闘賞を受賞。
- 2008年9月 - 第9回テレワーク推進賞　優秀賞を受賞。
- 2012年4月 - 株式会社富士通システムズ・イーストの子会社となる
- 2016年11月 - 親会社の合併により、富士通の直接の完全子会社となる
- 2021年4月 - 富士通Japan株式会社へ吸収合併され、富士通ワイエフシーは解散[1]。

## 特徴
- 京浜地区でも古い部類の計算センターであるため、京浜地区および神奈川県エリア、町田エリアでのアウトソーサーとしての認知度は高いが、システムベンダとしての認知度はそれほど高くない。
- 病院向け看護スケジュール支援ソフトや医療システムの監視サービスなど、医療分野での評価は高い。